# Nhàn mào Trung Quốc
Nhàn mào Trung Quốc (danh pháp hai phần: Thalasseus bernsteini) là một loài chim trong họ Laridae.
Đây là một loài cực kỳ nguy cấp, trước đây được cho là đã tuyệt chủng, với chỉ bốn cặp được phát hiện lại vào năm 2000, làm tổ trong một đàn nhàn biển lớn hơn trên một hòn đảo thuộc quần đảo Matsu (lãnh thổ do Đài Loan quản lý), ngay ngoài khơi tỉnh Phúc Kiến, Trung Quốc và trú đông về phía nam đến Philippines. Trong quá khứ, nó có sự phân bố rộng hơn của bờ biển phía đông Trung Quốc về phía bắc đến tỉnh Sơn Đông. Sự suy giảm được cho là do quá khứ săn bắt và lấy trứng để làm thức ăn. Quần thể này có thể đã được bảo vệ do tình trạng tranh chấp của quần đảo, do chính quyền Đài Loan quản lý nhưng Trung Quốc đại lục tuyên bố chủ quyền, và tính nhạy cảm quân sự của khu vực hạn chế tiếp cận. Hòn đảo này hiện đã được tuyên bố là một khu bảo tồn động vật hoang dã. Có thể là các thuộc địa nhỏ khác vẫn chưa được tìm thấy ngoài khơi bờ biển Trung Quốc và Đài Loan; Những con chim di cư đã được nhìn thấy gần cửa sông Pachang ở miền nam Đài Loan. Tổng dân số được suy đoán là ít hơn 50 cá thể.